# Босоніж (фільм)
«Босоніж» (нім. Barfuß) — фільм Тіля Швайгера, знятий у 2005 році. Швайгер також зіграв у фільмі головну роль — Ніка Келлера, брав участь у виробництві фільму і написанні сценарію. Слоган фільму: «Wie weit gehst du, Wenn du verliebt bist?» (укр. «Як далеко ти готовий зайти, коли закоханий?»).

## Сюжет
Нік — хронічний невдаха. Він не може затриматися на жодній роботі. Всі, окрім матері, вважають Ніка аутсайдером. У черговий раз йому дають місце прибиральника в психлікарні. Пропрацювавши там всього один день, Нік рятує хвору Лайлу від самогубства. Їй 25 років, вона по-дитячому наївна, завжди ходить босоніж і ніколи не жила реальним життям. Мати не випускала дочку з дому 19 років, а після її смерті Лайлу направили до психіатричної лікарні. Дівчина потайки вистежує свого рятівника і з'являється на порозі його квартири, заявляючи, що тепер вона буде жити з ним. Нік намагається повернути Лайлу у психлікарню, але безуспішно. Тоді він бере її з собою в подорож на весілля рідного брата. Спочатку, Лайла дратує Ніка, але поступово вони починають розуміти один одного і стають практично рідними. Ця подорож змінює їхнє життя і їх самих. Однак, все коли-небудь закінчується. Їх знаходять, Лайлу запроторюють назад до божевільні, а Нік потрапляє у поліцію, звідки його випускають під заставу. Але тепер Лайла і Нік вже абсолютно впевнені, що не зможуть жити один без одного. «Ми танцювали, ми купували квитки і їли морозиво … і поливали квіти, ми спали в одному ліжку, милувалися місяцем і я чула, як б'ється його серце …» Тоді Нік йде на відчайдушний крок і, симулюючи своє психічне нездоров'я, потрапляє до психіатричної лікарні до Лайли. У кінці фільму ми бачимо Ніка і Лайлу в супермаркеті: Нік вчить її купувати продукти.

## Нагороди
- Bambi Awards[6]
- Undine Awards, Австрія
- German Camera Award — номінація
- German Film Awards — номінація
- Golden Camera, Німеччина — номінація